# Дружелюбівка (Ізюмський район)
Дружелю́бівка — село в Україні, у Борівській селищній громаді Ізюмського району Харківської області. Населення становить 356 осіб. До 2020 орган місцевого самоврядування — Ізюмська сільська рада.

## Географія
Село Дружелюбівка знаходиться за 3 км від села Ізюмське.

## Історія
- 1780-і роки — час першої згадки села[1].
- Село постраждало внаслідок геноциду українського народу, проведеного урядом СССР в 1932—1933 роках, кількість встановлених жертв — 181 людина[2].
- 12 червня 2020 року, відповідно до Розпорядження Кабінету Міністрів України № 725-р «Про визначення адміністративних центрів та затвердження територій територіальних громад Харківської області», увійшло до складу Борівської селищної громади.[3]
- 19 липня 2020 року, в результаті адміністративно-територіальної реформи та ліквідації Борівського району, увійшло до складу Ізюмського району Харківської області[4].

## Населення

### Мова
Розподіл населення за рідною мовою за даними перепису 2001 року:
| Мова       | Кількість | Відсоток |
| ---------- | --------- | -------- |
| українська | 338       | 94.94%   |
| російська  | 17        | 5.06%    |
| Усього     | 355       | 100%     |

## Економіка
- В селі є молочно-товарна ферма.
- «РУБІКОН», фермерське господарство.
- КСП «ПРАВДА». Зерно, молоко.